# Sous-groupe caractéristique
Dans un groupe G, un sous-groupe H est dit
- caractéristique lorsqu'il est stable par tout automorphisme de G :{\displaystyle \forall \sigma \in Aut(G),\sigma (H)\subset H~;}
- strictement caractéristique[1] lorsqu'il est même stable par tout endomorphisme surjectif de G ;
- pleinement caractéristique, ou encore pleinement invariant[2], lorsqu'il est même stable par tout endomorphisme de G :{\displaystyle \forall \sigma \in End(G),\sigma (H)\subset H.}

## Propriétés
- Un sous-groupe H de G est sous-groupe caractéristique de G si et seulement si {\displaystyle \forall \sigma \in Aut(G)\quad \sigma (H)=H.}En effet, si H est caractéristique dans G, on a {\displaystyle \forall \sigma \in Aut(G)\quad \sigma ^{-1}(H)\subset H}, d'où {\displaystyle \forall \sigma \in Aut(G),H\subset \sigma (H).}
- Un sous-groupe caractéristique de G est en particulier stable par tout automorphisme intérieur de G : c'est donc un sous-groupe distingué de G.
- Tout sous-groupe caractéristique d'un sous-groupe caractéristique d'un groupe G est sous-groupe caractéristique de G[3].En effet, si K est sous-groupe caractéristique d'un sous-groupe caractéristique H de G, alors, puisque H est caractéristique dans G, tout automorphisme {\displaystyle \ \sigma } de G admet une « restriction » {\displaystyle \ \sigma _{H}} à H qui est un automorphisme de H. Puisque K est caractéristique dans H, {\displaystyle \ \sigma _{H}(K)=K}, ce qui revient à {\displaystyle \ \sigma (K)=K.}
- Tout sous-groupe caractéristique d'un sous-groupe normal d'un groupe G est sous-groupe normal de G[3].On démontre cette propriété comme on a démontré la précédente, en considérant cette fois un automorphisme intérieur de G.

## Exemples
- Le sous-groupe dérivé D(G) d'un groupe G est un sous-groupe (pleinement) caractéristique de G.En effet, pour tout endomorphisme σ de G et pour tous éléments x, y de G, on a σ([x, y]) = [σ(x), σ(y)].
- Le centre d'un groupe G est un sous-groupe strictement caractéristique de G[4], mais pas toujours pleinement[5].Voici un exemple montrant que le centre d'un groupe n'est pas toujours pleinement caractéristique dans ce groupe. Soient A un groupe et B un sous-groupe commutatif de A qui n'est pas contenu dans le centre de A. (On peut prendre par exemple pour A le groupe symétrique S3 et pour B n'importe quel sous-groupe d'ordre 2 ou 3 de A = S3 ; alors B est commutatif et n'est pas contenu dans le centre de A = S3, car le centre de S3 est réduit à l'élément neutre.) Prouvons que le centre Z(A × B) = Z(A) × Z(B) = Z(A) × B de A × B n'est pas un sous-groupe pleinement caractéristique de A × B. Soit f l'endomorphisme (a, b) ↦ (b, 1) de A × B. L'image de Z(A × B) = Z(A) × B par f est B × {1} et n'est donc pas contenue dans Z(A × B) = Z(A) × B, puisque B n'est pas contenu dans Z(A).
- Généralement un sous-groupe défini par une expression qui ne mentionne aucun élément particulier (autre que l'élément neutre) est caractéristique, car le sens d'une telle expression ne change pas sous un automorphisme quelconque. Ainsi sont caractéristiques :
  - le sous-groupe dérivé, qui est engendré par {\displaystyle \{\,xyx^{-1}y^{-1}\mid x,y\in G\,\}},
  - le centre, qui est égal à {\displaystyle \{\,x\in G\mid \forall y\in G:xy=yx\,\}},
  - le sous-groupe engendré par les éléments d'ordre deux (ou d'un autre ordre donné),
  - le sous-groupe engendré par {\displaystyle \{\,x^{2}\mid x\in G\,\}}, etc.
- Tout sous-groupe de Sylow sous-normal est pleinement caractéristique.

## Histoire
L'expression « sous-groupe caractéristique » (« charakteristische Untergruppe ») a été introduite en 1895 par G. Frobenius.